# Мендзижече (Сілезьке воєводство)
Мендзижече (пол. Międzyrzecze, нім. Mezerzitz) — село в Польщі, у гміні Бойшови Берунсько-Лендзінського повіту Сілезького воєводства.
У 1975-1998 роках село належало до Катовицького воєводства.